# Dimitrios Grammozis
Dimitrios Grammozis (en griego: Δημήτρης Γραμμόζης; n. el 8 de julio de 1978 en Wuppertal, Alemania) es un exfutbolista alemán nacionalizado griego. Actualmente sin club.

## Carrera
Comenzó su carrera profesional en el año 1996 en el KFC Uerdingen 05, jugando 57 partidos y marcando 3 goles. En 1998, fichó por el Hamburgo S.V., jugando 32 partidos y marcando un gol. En el 2000 se fue al 1 FC Kaiserslautern, con el que jugó 92 partidos y marcó 3 goles. En 2005 firmó por el 1. FC Colonia, jugando 19 partidos. En 2006, se fue al Rot-Weiss Essen, donde sólo jugó 8 partidos, por lo que pasó al Ergotelis griego al año siguiente, jugando 31 partidos y marcando 3 goles. En 2009, se fue al Omonia chipriota, donde jugó 37 partidos y marcó 1 gol. En 2011 volvió a Grecia de la mano del Kerkyra FC. Finalmente, se retiró en las filas del VfL Bochum II.

## Clubes

#### Como jugador
| Club                | País     | Año       |
| ------------------- | -------- | --------- |
| KFC Uerdingen 05    | Alemania | 1996-1998 |
| Hamburgo S.V.       | Alemania | 1998-2000 |
| 1 FC Kaiserslautern | Alemania | 2000-2005 |
| 1. FC Colonia       | Alemania | 2005-2006 |
| Rot-Weiss Essen     | Alemania | 2006-2007 |
| Ergotelis FC        | Grecia   | 2007-2008 |
| AC Omonia           | Chipre   | 2009-2011 |
| Kerkyra FC          | Grecia   | 2011-2012 |
| VfL Bochum II       | Alemania | 2012-2013 |

#### Como entrenador
- Actualizado al 6 de marzo de 2022.

| Club            | País     | Año         | PJ  | PG | PE | PP | Efectividad |
| --------------- | -------- | ----------- | --- | -- | -- | -- | ----------- |
| VfL Bochum II   | Alemania | 2015        | 16  | 4  | 2  | 10 | 29.17%      |
| SV Darmstadt 98 | Alemania | 2019 - 2020 | 47  | 20 | 15 | 12 | 53.19%      |
| FC Schalke 04   | Alemania | 2021 - 2022 | 38  | 15 | 6  | 17 | 44.73%      |
| Total           | Total    | Total       | 101 | 39 | 23 | 39 | 46.2%       |

## Palmarés
| Título                           | Club                | País     | Año  |
| -------------------------------- | ------------------- | -------- | ---- |
| Tercer lugar en la Bundesliga    | Hamburgo S.V.       | Alemania | 2000 |
| Finalista de la Copa de Alemania | 1 FC Kaiserslautern | Alemania | 2003 |
| Primera División de Chipre       | AC Omonia           | Chipre   | 2010 |
| Supercopa de Chipre              | AC Omonia           | Chipre   | 2010 |